# Вильготайм
Вильготайм (фр. Willgottheim) — коммуна на северо-востоке Франции в регионе Гранд-Эст (бывший Эльзас — Шампань — Арденны — Лотарингия), департамент Нижний Рейн, округ Саверн, кантон Буксвиллер. До марта 2015 года коммуна административно входила в состав упразднённого кантона Трюштерсайм (округ Страсбур-Кампань).
Площадь коммуны — 9,0 км², население — 1072 человека (2006) с тенденцией к росту: 1090 человек (2013), плотность населения — 121,1 чел/км².

## Население
Население коммуны в 2011 году составляло 1068 человек, в 2012 году — 1085 человек, а в 2013-м — 1090 человек.
| 1962 | 1968 | 1975 | 1982 | 1990 | 1999 | 2006 | 2008 | 2011 | 2012 | 2013 |
| ---- | ---- | ---- | ---- | ---- | ---- | ---- | ---- | ---- | ---- | ---- |
| 559  | 563  | 597  | 633  | 602  | 914  | 1072 | 1095 | 1068 | 1085 | 1090 |

Динамика населения:

## Экономика
В 2010 году из 680 человек трудоспособного возраста (от 15 до 64 лет) 527 были экономически активными, 153 — неактивными (показатель активности 77,5 %, в 1999 году — 77,2 %). Из 527 активных трудоспособных жителей работали 503 человека (246 мужчин и 257 женщин), 24 числились безработными (15 мужчин и 9 женщин). Среди 153 трудоспособных неактивных граждан 74 были учениками либо студентами, 46 — пенсионерами, а ещё 33 — были неактивны в силу других причин.

## Достопримечательности (фотогалерея)
- Старое здание почты
- Почтовая эмблема на арке
- Церковь Сен-Андре-де-Вёлленайм
- Церковь Сен-Морис
- Интерьер церкви Сен-Морис